# 壺坂電機
壺坂電機株式会社（つぼさかでんき）は、カメラ、デジタルカメラ用各種検査機、光センサー応用による各種光学精密機器等の開発、製造、販売をおこなう企業。

## 概要
各種カメラ用検査装置の開発製造を軸に国内外を含め、銀塩カメラの時代から40年の実績を有する。
照明とセンシングを中心とするハードウェアの設計・開発から制御用ソフトウェアの開発まで、システム一体としての装置開発が自社にて可能。
顧客層は主に国内外のカメラレンズメーカである。
光源とセンサーを駆使した測定技術で、輝度箱と呼ばれる各種検査用光源にはハロゲン、Xe、CCFL、LED、Hgなどがある。
カメラシャッター試験器、レンズ絞りFナンバーテスタ、電子コリメーター、ストロボ光量計、チャート装置、輝度計、微小変移計、液晶フィルターコントラストテスタ、医療測定機器などを開発、製造、販売をしている。

## 沿革
| 1971年 | 4月八王子市大谷町42-9に於いて壺坂電機を創立、資本金300万円 カメラ関係測定器の製造販売を開始 |
| 1973年 | 電子式コリメーターを開発                                                                    |
| 1974年 | 光電式血糖測定器を開発                                                                      |
| 1975年 | カメラ開発生産用自動測定器を開発                                                            |
| 1976年 | 資本金600万円に増資                                                                         |
| 1977年 | 12ビットマイコンを導入、組み込み搭載製品を開発                                              |
| 1979年 | 6月現住所に移転                                                                             |
| 1981年 | 工場増築                                                                                    |
| 1982年 | 携帯型血糖値測定器を開発                                                                    |
| 1983年 | 16ビットマイコンを導入、組み込み搭載製品を開発                                              |
| 1985年 | 尿自動分析器を開発                                                                          |
| 1986年 | 資本金1000万円に増資、プリンターヘッド測定器を開発                                          |
| 1989年 | 機械設計CADシステムを導入、ICリード曲がり検査装置を開発                                     |
| 1990年 | 優良申告法人として八王子税務署より認定                                                      |
| 1991年 | 工場増築                                                                                    |
| 1993年 | マルチCCDカメラを開発                                                                       |
| 1994年 | 高演色性フラット光源(カラースキャナー用)を開発、液晶バックライトの検査装置を開発            |
| 1996年 | CRT-Qメーターを開発(特許取得)                                                               |
| 1998年 | デジタルカメラ用シャター試験器を開発、液晶用導光板の検査装置を開発                          |
| 2004年 | LCDカラーフィルタ用インキのコントラスト測定器を開発                                         |
| 2007年 | 品質マネジメントシステムISO9001の認証を取得 3次元CADシステムを導入                          |
| 2009年 | RGB-LEDによるカメライメージャー評価用LED光源を開発                                          |
| 2010年 | レンズ球面収差測定器を開発                                                                  |
| 2011年 | 代表取締役社長交代 代表取締役社長 長田 宏二                                                 |
| 2012年 | スマートフォンカメラ評価用光源装置を開発                                                    |
| 2013年 | 第1回TAMAブランド大賞 TAMAブランド企業 に認定                                               |
| 2015年 | 太陽光近似高演色照明を開発                                                                  |
| 2016年 | 輝度と色温度を補正する面光源を開発(特許取得) 車載向けCMS,UN-R46関連装置を開発               |
| 2017年 | 広角レンズ対応輝度箱を開発                                                                  |
| 2018年 | 4K8K対応チャート光源を開発 ToFセンサー評価用NIR光源を開発                                   |
| 2019年 | 超高演色性直管型LEDランプを販売開始                                                         |

## 製品
| 製品カテゴリー                                     | 製品 |
| -------------------------------------------------- | --- |
| カメラ・CCD・センサ用調整検査光源                  | 輝度箱・光源、均一標準光源                                                                                   |
| レンズ・カメラフォーカステスタ                     | フォーカステスタ、レンズフレア率測定器、絞り面積計、絞り動特性測定器、絞りバウンドテスタ、比像面光量測定装置 |
| カメラ・デジカメ・カメラ付携帯電話シャッターテスタ | 各種シャッターテスタ、シャッター波形解析器、レンズシャッターテスタ、フォーカルプレーンシャッターテスタ       |
| 銀塩カメラテスタ                                   | Fナンバーテスター、シンクロ接点絶縁効率計、AEカメラテスタ、露光テスタ、シャッターテスタ                      |
| 輝度計・光量測定                                   | LVチェッカー、輝度計、光束計、積分球、ストロボ光量計、ストロボ配光テスター                                   |
| バックライト・蛍光管 CFL測定                       | 冷陰極蛍光管暗黒始動検査器、冷陰極蛍光管特性測定器、導光板輝度ムラ検査器                                     |
| コントラスト測定                                   | カラーフィルター用インキコントラスト測定器                                                                   |
| チャート装置                                       | ビュアー、LCDチャートシステム                                                                                |
| その他                                             | UV露光器、ハンマーテスター、ブラウン管・ガラス厚測定器、レンズ接着強度検査器                                 |